# Gran Premi d'Itàlia del 1973
Resultats del Gran Premi d'Itàlia de Fórmula 1 de la temporada 1973 disputat al circuit de Monza el 9 de setembre del 1973.

## Resultats
| Pos | No | Pilot                | Equip               | Voltes | Temps/ Retirada  | Pos. de sortida | Punts |
| --- | -- | -------------------- | ------------------- | ------ | ---------------- | --------------- | ----- |
| 1   | 2  | Ronnie Peterson      | Lotus - Ford        | 55     | 1h 29' 17. 0     | 1               | 9     |
| 2   | 1  | Emerson Fittipaldi   | Lotus - Ford        | 55     | + 0.8 s          | 4               | 6     |
| 3   | 8  | Peter Revson         | McLaren - Ford      | 55     | + 28.8 s         | 2               | 4     |
| 4   | 5  | Jackie Stewart       | Tyrrell - Ford      | 55     | + 33.2 s         | 6               | 3     |
| 5   | 6  | François Cevert      | Tyrrell - Ford      | 55     | + 46.2 s         | 11              | 2     |
| 6   | 10 | Carlos Reutemann     | Brabham - Ford      | 55     | + 59.8 s         | 10              | 1     |
| 7   | 23 | Mike Hailwood        | Surtees - Ford      | 55     | + 1' 28.7 min.   | 8               |       |
| 8   | 3  | Jacky Ickx           | Ferrari             | 54     | + 1 Volta        | 14              |       |
| 9   | 29 | David Purley         | March - Ford        | 54     | + 1 Volta        | 24              |       |
| 10  | 16 | George Follmer       | Shadow - Ford       | 54     | + 1 Volta        | 21              |       |
| 11  | 17 | Jackie Oliver        | Shadow - Ford       | 54     | + 1 Volta        | 19              |       |
| 12  | 9  | Rolf Stommelen       | Brabham - Ford      | 54     | + 1 Volta        | 9               |       |
| 13  | 20 | Jean-Pierre Beltoise | BRM                 | 54     | + 1 Volta        | 13              |       |
| 14  | 12 | Graham Hill          | Shadow - Ford       | 54     | + 1 Volta        | 22              |       |
| 15  | 7  | Denny Hulme          | McLaren - Ford      | 53     | + 2 Voltes       | 3               |       |
| NC  | 25 | Howden Ganley        | Iso Marlboro - Ford | 44     | No classificat   | 20              |       |
| Ret | 15 | Mike Beuttler        | March - Ford        | 34     | Caixa canvi      | 12              |       |
| Ret | 21 | Niki Lauda           | BRM                 | 33     | Accident         | 15              |       |
| Ret | 19 | Clay Regazzoni       | BRM                 | 30     | Encesa           | 18              |       |
| Ret | 24 | Carlos Pace          | Surtees - Ford      | 17     | Rodes            | 5               |       |
| Ret | 26 | Gijs Van Lennep      | Iso Marlboro - Ford | 14     | Sobreescalfament | 23              |       |
| Ret | 28 | Rikky von Opel       | Ensign - Ford       | 10     | Sobreescalfament | 17              |       |
| Ret | 11 | Wilson Fittipaldi    | Brabham - Ford      | 6      | Frens            | 16              |       |
| Ret | 4  | Arturo Merzario      | Ferrari             | 2      | Suspensions      | 7               |       |

## Altres
- Pole: Ronnie Peterson 1' 34. 8

- Volta ràpida: Jackie Stewart 1' 35. 3 (a la volta 51)